# Carabus nemoralis prasinotinctus
Carabus nemoralis prasinotinctus é uma subespécie de insetos coleópteros pertencente à família Carabidae.
A autoridade científica da subespécie é Heyden, tendo sido descrita no ano de 1880.
Trata-se de uma subespécie presente no território português.